# Список астероїдів (24601—24700)
| Назва                              | Тимчасове позначення | Дата відкриття    | Місце відкриття                     | Відкривач                                              |
| ---------------------------------- | -------------------- | ----------------- | ----------------------------------- | ------------------------------------------------------ |
| 24601 Вальжан (Valjean)            | 1971 UW              | 26 жовтня 1971    | Гамбурзька обсерваторія             | Любош Когоутек                                         |
| 24602 Mozzhorin                    | 1972 TE              | 3 жовтня 1972     | КрАО                                | Журавльова Людмила Василівна                           |
| 24603 Mekistheus                   | 1973 SQ              | 24 вересня 1973   | Паломарська обсерваторія            | К. Й. ван Гаутен, І. ван Гаутен-Ґроневельд, Т. Герельс |
| (24604) 1973 SP4                   | 1973 SP4             | 27 вересня 1973   | КрАО                                | Людмила Черних                                         |
| 24605 Цикалюк (Tsykalyuk)          | 1975 VZ8             | 8 листопада 1975  | КрАО                                | Черних Микола Степанович                               |
| (24606) 1976 QK2                   | 1976 QK2             | 20 серпня 1976    | Астрономічний комплекс Ель-Леонсіто | Обсерваторія Фелікса Аґілара                           |
| 24607 Севнату (Sevnatu)            | 1977 PC1             | 14 серпня 1977    | КрАО                                | Черних Микола Степанович                               |
| 24608 Алексвеселков (Alexveselkov) | 1977 SL              | 18 вересня 1977   | КрАО                                | Черних Микола Степанович                               |
| 24609 Євгеній (Evgenij)            | 1978 RA2             | 7 вересня 1978    | КрАО                                | Смирнова Тамара Михайлівна                             |
| (24610) 1978 RA10                  | 1978 RA10            | 2 вересня 1978    | Обсерваторія Ла-Сілья               | Клаес-Інґвар Лаґерквіст                                |
| 24611 Svetochka                    | 1978 SH3             | 26 вересня 1978   | КрАО                                | Журавльова Людмила Василівна                           |
| (24612) 1978 UE6                   | 1978 UE6             | 27 жовтня 1978    | Паломарська обсерваторія            | Мішель Олмстід                                         |
| (24613) 1978 VL3                   | 1978 VL3             | 7 листопада 1978  | Паломарська обсерваторія            | Е. Гелін, Ш. Дж. Бас                                   |
| (24614) 1978 VY3                   | 1978 VY3             | 7 листопада 1978  | Паломарська обсерваторія            | Е. Гелін, Ш. Дж. Бас                                   |
| (24615) 1978 VO5                   | 1978 VO5             | 7 листопада 1978  | Паломарська обсерваторія            | Е. Гелін, Ш. Дж. Бас                                   |
| (24616) 1978 VC9                   | 1978 VC9             | 7 листопада 1978  | Паломарська обсерваторія            | Е. Гелін, Ш. Дж. Бас                                   |
| (24617) 1978 WU                    | 1978 WU              | 29 листопада 1978 | Паломарська обсерваторія            | Ш. Дж. Бас, Чарльз Коваль                              |
| (24618) 1978 XD1                   | 1978 XD1             | 6 грудня 1978     | Паломарська обсерваторія            | Едвард Бовелл, Арчибальд Варнок                        |
| (24619) 1979 DA                    | 1979 DA              | 26 лютого 1979    | Обсерваторія Клеть                  | Антонін Мркос                                          |
| (24620) 1979 MO2                   | 1979 MO2             | 25 червня 1979    | Обсерваторія Сайдинг-Спрінг         | Е. Гелін, Ш. Дж. Бас                                   |
| (24621) 1979 MS4                   | 1979 MS4             | 25 червня 1979    | Обсерваторія Сайдинг-Спрінг         | Е. Гелін, Ш. Дж. Бас                                   |
| (24622) 1979 MU5                   | 1979 MU5             | 25 червня 1979    | Обсерваторія Сайдинг-Спрінг         | Е. Гелін, Ш. Дж. Бас                                   |
| (24623) 1979 MD8                   | 1979 MD8             | 25 червня 1979    | Обсерваторія Сайдинг-Спрінг         | Е. Гелін, Ш. Дж. Бас                                   |
| (24624) 1980 FH4                   | 1980 FH4             | 16 березня 1980   | Обсерваторія Ла-Сілья               | Клаес-Інґвар Лаґерквіст                                |
| (24625) 1980 PC3                   | 1980 PC3             | 8 серпня 1980     | Обсерваторія Сайдинг-Спрінг         | Королівська обсерваторія Едінбурга                     |
| 24626 Астровізард (Astrowizard)    | 1980 TS3             | 9 жовтня 1980     | Паломарська обсерваторія            | Керолін Шумейкер, Юджин Шумейкер                       |
| (24627) 1981 DT3                   | 1981 DT3             | 28 лютого 1981    | Обсерваторія Сайдинг-Спрінг         | Ш. Дж. Бас                                             |
| (24628) 1981 EG3                   | 1981 EG3             | 2 березня 1981    | Обсерваторія Сайдинг-Спрінг         | Ш. Дж. Бас                                             |
| (24629) 1981 EA4                   | 1981 EA4             | 2 березня 1981    | Обсерваторія Сайдинг-Спрінг         | Ш. Дж. Бас                                             |
| (24630) 1981 EZ9                   | 1981 EZ9             | 1 березня 1981    | Обсерваторія Сайдинг-Спрінг         | Ш. Дж. Бас                                             |
| (24631) 1981 EB21                  | 1981 EB21            | 2 березня 1981    | Обсерваторія Сайдинг-Спрінг         | Ш. Дж. Бас                                             |
| (24632) 1981 ER24                  | 1981 ER24            | 2 березня 1981    | Обсерваторія Сайдинг-Спрінг         | Ш. Дж. Бас                                             |
| (24633) 1981 EP25                  | 1981 EP25            | 2 березня 1981    | Обсерваторія Сайдинг-Спрінг         | Ш. Дж. Бас                                             |
| (24634) 1981 EX29                  | 1981 EX29            | 2 березня 1981    | Обсерваторія Сайдинг-Спрінг         | Ш. Дж. Бас                                             |
| (24635) 1981 EN42                  | 1981 EN42            | 2 березня 1981    | Обсерваторія Сайдинг-Спрінг         | Ш. Дж. Бас                                             |
| (24636) 1981 QM2                   | 1981 QM2             | 27 серпня 1981    | Обсерваторія Ла-Сілья               | Анрі Дебеонь                                           |
| 24637 Olʹgusha                     | 1981 RW4             | 8 вересня 1981    | КрАО                                | Журавльова Людмила Василівна                           |
| (24638) 1981 UC23                  | 1981 UC23            | 24 жовтня 1981    | Паломарська обсерваторія            | Ш. Дж. Бас                                             |
| 24639 Mukhametdinov                | 1982 US6             | 20 жовтня 1982    | КрАО                                | Карачкіна Людмила Георгіївна                           |
| (24640) 1982 XW1                   | 1982 XW1             | 13 грудня 1982    | Обсерваторія Кісо                   | Хірокі Косаї, Кіїтіро Фурукава                         |
| 24641 Енвер (Enver)                | 1983 RS4             | 1 вересня 1983    | КрАО                                | Карачкіна Людмила Георгіївна                           |
| (24642) 1984 SA                    | 1984 SA              | 22 вересня 1984   | Обсерваторія Брорфельде             | Обсерваторія Копенгагена                               |
| 24643 MacCready                    | 1984 SS              | 28 вересня 1984   | Паломарська обсерваторія            | Керолін Шумейкер, Юджин Шумейкер                       |
| (24644) 1985 DA                    | 1985 DA              | 24 лютого 1985    | Паломарська обсерваторія            | Е. Гелін                                               |
| (24645) 1985 PF                    | 1985 PF              | 14 серпня 1985    | Станція Андерсон-Меса               | Едвард Бовелл                                          |
| (24646) 1985 PG                    | 1985 PG              | 14 серпня 1985    | Станція Андерсон-Меса               | Едвард Бовелл                                          |
| 24647 Maksimachev                  | 1985 QL5             | 23 серпня 1985    | КрАО                                | Черних Микола Степанович                               |
| 24648 Євпаторія (Evpatoria)        | 1985 SG2             | 19 вересня 1985   | КрАО                                | Черних Микола Степанович і Черних Людмила Іванівна     |
| 24649 Балаклава (Balaklava)        | 1985 SG3             | 19 вересня 1985   | КрАО                                | Черних Микола Степанович і Черних Людмила Іванівна     |
| (24650) 1986 QM                    | 1986 QM              | 25 серпня 1986    | Обсерваторія Ла-Сілья               | Анрі Дебеонь                                           |
| (24651) 1986 QU                    | 1986 QU              | 26 серпня 1986    | Обсерваторія Ла-Сілья               | Анрі Дебеонь                                           |
| (24652) 1986 QY1                   | 1986 QY1             | 28 серпня 1986    | Обсерваторія Ла-Сілья               | Анрі Дебеонь                                           |
| (24653) 1986 RS5                   | 1986 RS5             | 3 вересня 1986    | Смолян                              | Болгарська Національна обсерваторія                    |
| 24654 Fossett                      | 1987 KL              | 29 травня 1987    | Паломарська обсерваторія            | Керолін Шумейкер, Юджин Шумейкер                       |
| (24655) 1987 QH                    | 1987 QH              | 25 серпня 1987    | Паломарська обсерваторія            | Стефен Сінґер-Брюстер                                  |
| (24656) 1987 QT7                   | 1987 QT7             | 29 серпня 1987    | Обсерваторія Ла-Сілья               | Ерік Вальтер Ельст                                     |
| (24657) 1987 SP11                  | 1987 SP11            | 17 вересня 1987   | Обсерваторія Ла-Сілья               | Анрі Дебеонь                                           |
| (24658) 1987 UX                    | 1987 UX              | 18 жовтня 1987    | Паломарська обсерваторія            | Жан Мюллер                                             |
| (24659) 1988 AD5                   | 1988 AD5             | 14 січня 1988     | Обсерваторія Ла-Сілья               | Анрі Дебеонь                                           |
| (24660) 1988 BH5                   | 1988 BH5             | 28 січня 1988     | Обсерваторія Сайдинг-Спрінг         | Роберт Макнот                                          |
| (24661) 1988 GQ                    | 1988 GQ              | 12 квітня 1988    | Обсерваторія Клеть                  | Антонін Мркос                                          |
| 24662 Ґриль (Gryll)                | 1988 GS              | 14 квітня 1988    | Обсерваторія Клеть                  | Антонін Мркос                                          |
| (24663) 1988 PV1                   | 1988 PV1             | 12 серпня 1988    | Обсерваторія Верхнього Провансу     | Ерік Вальтер Ельст                                     |
| (24664) 1988 RB1                   | 1988 RB1             | 8 вересня 1988    | Обсерваторія Брорфельде             | Поуль Єнсен                                            |
| 24665 Толеранція (Tolerantia)      | 1988 RN3             | 8 вересня 1988    | Обсерваторія Карла Шварцшильда      | Ф. Бернґен                                             |
| 24666 Місванрое (Miesvanrohe)      | 1988 RZ3             | 8 вересня 1988    | Обсерваторія Карла Шварцшильда      | Ф. Бернґен                                             |
| (24667) 1988 RF4                   | 1988 RF4             | 1 вересня 1988    | Обсерваторія Ла-Сілья               | Анрі Дебеонь                                           |
| (24668) 1988 TV                    | 1988 TV              | 13 жовтня 1988    | Обсерваторія Кушіро                 | Сейджі Уеда, Хіроші Канеда                             |
| (24669) 1988 VV                    | 1988 VV              | 2 листопада 1988  | Обсерваторія Кушіро                 | Сейджі Уеда, Хіроші Канеда                             |
| (24670) 1988 VA5                   | 1988 VA5             | 14 листопада 1988 | Обсерваторія Кушіро                 | Сейджі Уеда, Хіроші Канеда                             |
| 24671 Френкмартін (Frankmartin)    | 1989 AD7             | 10 січня 1989     | Обсерваторія Карла Шварцшильда      | Ф. Бернґен                                             |
| (24672) 1989 OJ                    | 1989 OJ              | 27 липня 1989     | Обсерваторія Сайдинг-Спрінг         | Роберт Макнот                                          |
| (24673) 1989 SB1                   | 1989 SB1             | 28 вересня 1989   | Обсерваторія Кітамі                 | Кін Ендате, Кадзуро Ватанабе                           |
| (24674) 1989 SZ4                   | 1989 SZ4             | 26 вересня 1989   | Обсерваторія Ла-Сілья               | Ерік Вальтер Ельст                                     |
| (24675) 1989 TZ                    | 1989 TZ              | 2 жовтня 1989     | Паломарська обсерваторія            | Е. Гелін                                               |
| (24676) 1989 TA4                   | 1989 TA4             | 7 жовтня 1989     | Обсерваторія Ла-Сілья               | Ерік Вальтер Ельст                                     |
| (24677) 1989 TH7                   | 1989 TH7             | 7 жовтня 1989     | Обсерваторія Ла-Сілья               | Ерік Вальтер Ельст                                     |
| (24678) 1989 TR11                  | 1989 TR11            | 2 жовтня 1989     | Обсерваторія Серро Тололо           | Ш. Дж. Бас                                             |
| (24679) 1989 VR1                   | 1989 VR1             | 3 листопада 1989  | Обсерваторія Ла-Сілья               | Ерік Вальтер Ельст                                     |
| 24680 Аллевен (Alleven)            | 1989 YE4             | 30 грудня 1989    | Обсерваторія Сайдинг-Спрінг         | Роберт Макнот                                          |
| (24681) 1989 YE6                   | 1989 YE6             | 29 грудня 1989    | Обсерваторія Верхнього Провансу     | Ерік Вальтер Ельст                                     |
| (24682) 1990 BH                    | 1990 BH              | 22 січня 1990     | Паломарська обсерваторія            | Е. Гелін                                               |
| (24683) 1990 DV3                   | 1990 DV3             | 26 лютого 1990    | Обсерваторія Ла-Сілья               | Анрі Дебеонь                                           |
| (24684) 1990 EU4                   | 1990 EU4             | 2 березня 1990    | Обсерваторія Ла-Сілья               | Ерік Вальтер Ельст                                     |
| (24685) 1990 FQ                    | 1990 FQ              | 23 березня 1990   | Паломарська обсерваторія            | Е. Гелін                                               |
| (24686) 1990 GN                    | 1990 GN              | 15 квітня 1990    | Обсерваторія Ла-Сілья               | Ерік Вальтер Ельст                                     |
| (24687) 1990 HW                    | 1990 HW              | 26 квітня 1990    | Паломарська обсерваторія            | Е. Гелін                                               |
| (24688) 1990 KE1                   | 1990 KE1             | 20 травня 1990    | Обсерваторія Сайдинг-Спрінг         | Роберт Макнот                                          |
| (24689) 1990 OH1                   | 1990 OH1             | 20 липня 1990     | Паломарська обсерваторія            | Ж. Мішо                                                |
| (24690) 1990 QX5                   | 1990 QX5             | 29 серпня 1990    | Паломарська обсерваторія            | Генрі Гольт                                            |
| (24691) 1990 RH3                   | 1990 RH3             | 14 вересня 1990   | Паломарська обсерваторія            | Генрі Гольт                                            |
| (24692) 1990 RO7                   | 1990 RO7             | 13 вересня 1990   | Обсерваторія Ла-Сілья               | Анрі Дебеонь                                           |
| (24693) 1990 SB2                   | 1990 SB2             | 23 вересня 1990   | Паломарська обсерваторія            | Браян Роман                                            |
| (24694) 1990 SZ2                   | 1990 SZ2             | 18 вересня 1990   | Паломарська обсерваторія            | Генрі Гольт                                            |
| (24695) 1990 ST4                   | 1990 ST4             | 16 вересня 1990   | Обсерваторія Клеть                  | Антонін Мркос                                          |
| (24696) 1990 SC8                   | 1990 SC8             | 22 вересня 1990   | Обсерваторія Ла-Сілья               | Ерік Вальтер Ельст                                     |
| 24697 Растреллі (Rastrelli)        | 1990 SK28            | 24 вересня 1990   | КрАО                                | Ґ. Кастель, Журавльова Людмила Василівна               |
| (24698) 1990 TU4                   | 1990 TU4             | 9 жовтня 1990     | Обсерваторія Сайдинг-Спрінг         | Роберт Макнот                                          |
| 24699 Швекендік (Schwekendiek)     | 1990 TJ7             | 13 жовтня 1990    | Обсерваторія Карла Шварцшильда      | Лутц Шмадель, Ф. Бернґен                               |
| (24700) 1990 VN5                   | 1990 VN5             | 15 листопада 1990 | Обсерваторія Ла-Сілья               | Ерік Вальтер Ельст                                     |

| ← Астероїди 20001—30000 → |             |             |             |             |             |             |             |             |             |
| 20001—20100               | 21001—21100 | 22001—22100 | 23001—23100 | 24001—24100 | 25001—25100 | 26001—26100 | 27001—27100 | 28001—28100 | 29001—29100 |
| 20101—20200               | 21101—21200 | 22101—22200 | 23101—23200 | 24101—24200 | 25101—25200 | 26101—26200 | 27101—27200 | 28101—28200 | 29101—29200 |
| 20201—20300               | 21201—21300 | 22201—22300 | 23201—23300 | 24201—24300 | 25201—25300 | 26201—26300 | 27201—27300 | 28201—28300 | 29201—29300 |
| 20301—20400               | 21301—21400 | 22301—22400 | 23301—23400 | 24301—24400 | 25301—25400 | 26301—26400 | 27301—27400 | 28301—28400 | 29301—29400 |
| 20401—20500               | 21401—21500 | 22401—22500 | 23401—23500 | 24401—24500 | 25401—25500 | 26401—26500 | 27401—27500 | 28401—28500 | 29401—29500 |
| 20501—20600               | 21501—21600 | 22501—22600 | 23501—23600 | 24501—24600 | 25501—25600 | 26501—26600 | 27501—27600 | 28501—28600 | 29501—29600 |
| 20601—20700               | 21601—21700 | 22601—22700 | 23601—23700 | 24601—24700 | 25601—25700 | 26601—26700 | 27601—27700 | 28601—28700 | 29601—29700 |
| 20701—20800               | 21701—21800 | 22701—22800 | 23701—23800 | 24701—24800 | 25701—25800 | 26701—26800 | 27701—27800 | 28701—28800 | 29701—29800 |
| 20801—20900               | 21801—21900 | 22801—22900 | 23801—23900 | 24801—24900 | 25801—25900 | 26801—26900 | 27801—27900 | 28801—28900 | 29801—29900 |
| 20901—21000               | 21901—22000 | 22901—23000 | 23901—24000 | 24901—25000 | 25901—26000 | 26901—27000 | 27901—28000 | 28901—29000 | 29901—30000 |